# ويندوز ديفيندر
ويندوز ديفيندر (بالإنجليزية: Windows Defender)‏، عُرف قديما بمايكروسوفت أنتسبايوير (بالإنجليزية: Microsoft AntiSpyware)‏ هو منتج من مايكروسوفت يقوم بمنع وإزالة وحجر البرمجيات التجسسية في مايكروسوفت ويندوز. متوفر افتراضيا لنظام التشغيل ويندوز فيستا، ويمكن تحميله بالمجان لويندوز إكس بي وويندوز سيرفر 2003.
لا يتميز ويندوز ديفيندر بفحص النظام فقط مثل غيره من المنتجات المجانية، لكنه يتضمن عدد من وسائل حماية الوقت الحقيقي في أماكن عامة عدة في ويندوز ترقبا لأي تغير قد يطرأ نتيجة برنامج تجسسي. يتضمن أيضا القابلية السهلة لإزالة تطبيقات آكتف إكس المثبتة. يدعم أيضا شبكة سباي نت، التي توفّر للمستخدمين الإبلاغ عن البرامج التجسسية التي يشكون بها، وماهي التطبيقات والمشغلات التي يسمحون بتثبيتها على أنظمتهم.

## التاريخ

### بيتا 1
تم بناء ويندوز ديفيندر على جينت أنتي سباي وير والذي طُور بواسطة شركة جينت سوفت وير كومبيوتر المحدودة، التي تم إعلان اقتناء مايكروسوفت عليها في 16 ديسمبر 2004.
تم إصدار الإصدار التجريبي الأول في 6 يناير 2005، وكان أساسا نسخة معاد حزمها من جينت أنتي سباي وير. كان وقتها مجانيا (رغم أنه متاح لمستخدمي منتجات مايكروسوفت الأصلية فقط)، بعض الميزات البسيطة تم إضافتها إلى المنتج الأصلي، وتم وصف المنتج كإعادة إنتاج المنتج تحت برمجيات مايكروسوفت. تم إصدار العديد من التحديثات، إلا أن آخر إصدار بيتا 1 تم في 21 نوفمبر 2005.

### بيتا 2
في مؤتمر راس الأمن، أعلن رئيس هندسة البرمجيات ورئيس مايكروسوفت، بيل غيتس أن ويندوز ديفيندر (والذي كان يعرف بمايكروسوفت أنتسبايوير قبل 4 نوفمبر 2005) سيكون متوفرا لكل مستخدمي ويندوز 2000 وويندوز إكس بي وويندوز سيرفر 2003 الذين يمتلكون ترخيص صحيحا لمساعدة في حماية أنظمتهم من البرمجيات الضارة.
تم إصدار ويندوز ديفيندر بيتا 2 في 13 فبراير 2006. وتميّز باسمه الجديد وإعادة تصميم واجهته. كما تم إعادة بناء النواة بلغة برمجة سي++، بينما كانت قد كتبت بالفيجوال بيسك.، مما ساعد على تحسين الأداء. أيضا، منذ الإصدار بيتا 2، عمل البرنامج كخدمة ويندوز، بخلاف الإصدارات السابقة، مما أتاح للتطبيق حماية الحاسوب حتى لو كان المستخدم غير والج. تم فيما بعد إطلاق النسخة الألمانية و اليابانية من ويندوز ديفيندر.

## وصلات خارجية
- الموقع الرسمي